# Círculo de Buguni
Bougouni es una subdivisión administrativa (cercle o círculo) de la región de Sikasso, en Malí. En abril de 2009 tenía una población censada de 458 546 habitantes y estaba formada por las siguientes comunas o municipios, que se muestran igualmente con población de abril de 2009:
- Bladié-Tiémala 4,604
- Bougouni 58,538
- Danou 13,464
- Debelin 8,281
- Defina 8,019
- Dogo 34,154
- Domba 13,847
- Faradiele 2,689
- Faragouaran 10,525
- Garalo 32,760
- Keleya 20,529
- Kokele 6,477
- Kola 4,488
- Koumantou 51,209
- Kouroulamini 6,245
- Meridiela 13,858
- Ouroun 5,545
- Sanso 19,834
- Sibirila 30,837
- Sido 20,822
- Syen Toula 9,455
- Tiémala-Banimonotié 16,773
- Wola 11,382
- Yinindougou 8,966
- Yiridougou 9,478
- Zantiébougou 35,767[1]